# Hiến pháp Liên Xô

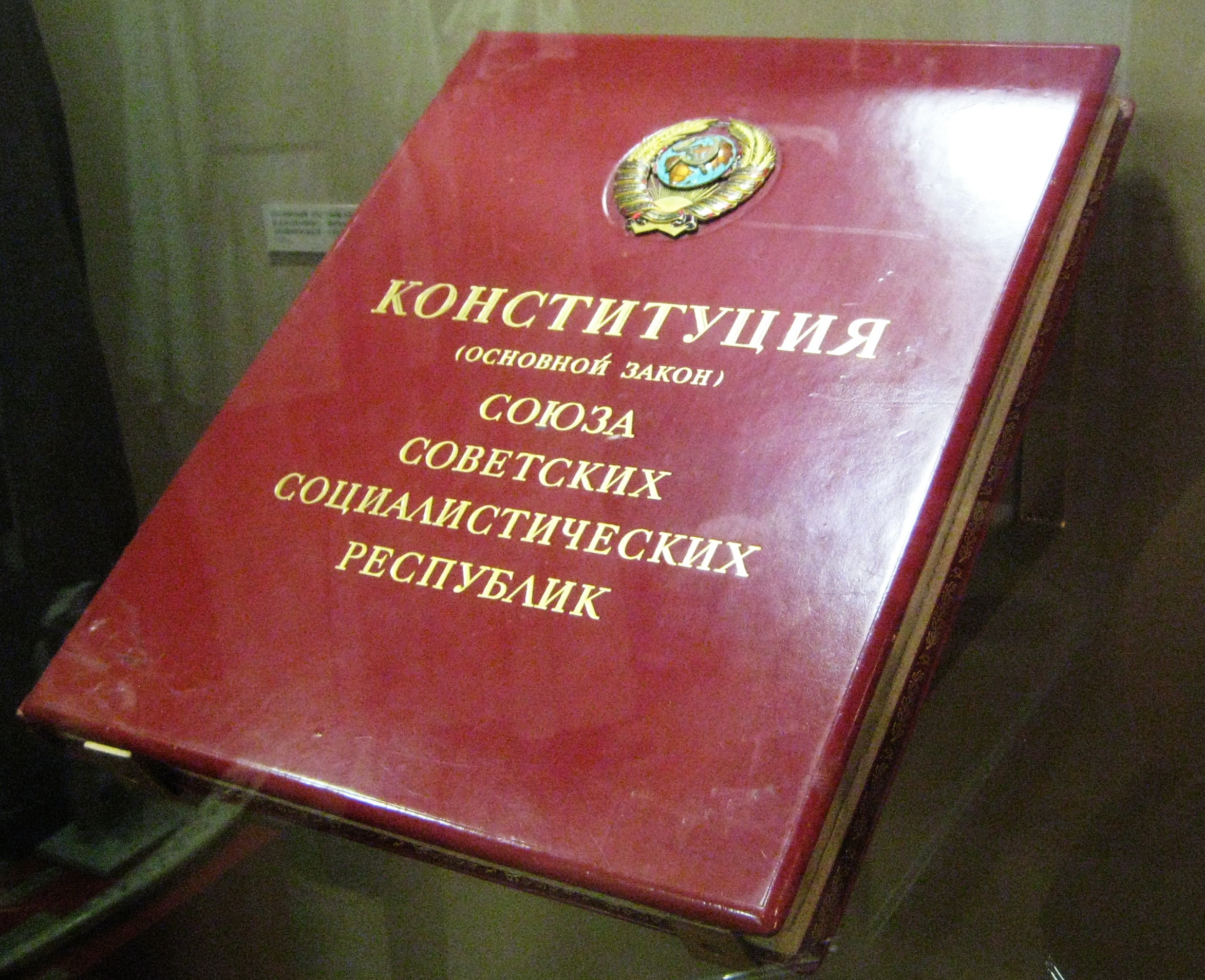
Bản sao Hiến pháp Liên Xô được trưng bày trong Bảo tàng Cách mạng (nay là Bảo tàng Lịch sử Hiện đại Nga)

Hiến pháp Liên Xô (tiếng Nga: Конституция CCCP) là ba bản Hiến pháp đã được chính quyền Liên Xô thông qua và ban hành.
Hiến pháp Liên Xô được thiết kế mô phỏng theo Hiến pháp Nga Xô đã được thông qua năm 1918.

## Các bản Hiến pháp
Ba bản Hiến pháp này là:
- Hiến pháp Liên Xô 1924
- Hiến pháp Liên Xô 1936
- Hiến pháp Liên Xô 1977

Những hiến pháp này hầu hết đều có các điều khoản chung. Những điều khoản này tuyên bố sự lãnh đạo của giai cấp công nhân và trong hai phần sau là vai trò lãnh đạo của Đảng Cộng sản Liên Xô trong chính phủ và xã hội. Tất cả các hiến pháp duy trì các hình thức tài sản xã hội. Mỗi hiến pháp quy định hệ thống Liên Xô, hoặc các Xô viết, để thực thi quyền lực chính phủ.

## So sánh với Hiến pháp Phương Tây
Bề ngoài, Hiến pháp Liên Xô về cơ bản tương tự như được thông qua ở phương Tây, nhưng trên thực tế, sự khác biệt giữa Hiến pháp Liên Xô và Hiến pháp phương Tây che phủ những điểm tương đồng. Hiến pháp Liên Xô tuyên bố đảm bảo một số quyền chính trị, chẳng hạn như tự do ngôn luận, tự do hội họp và tự do tôn giáo. Hiến pháp cũng công nhận một loạt các quyền và nghĩa vụ kinh tế xã hội cho mọi công dân. Tuy nhiên, Hiến pháp Liên Xô không bao gồm các điều khoản bảo đảm các quyền bất khả xâm phạm của công dân và Liên Xô thiếu luật pháp liên quan để đảm bảo các quyền này. Do đó, người dân được hưởng các quyền tự do chính trị nghĩa là không gây xung đột với việc xây dựng chủ nghĩa cộng sản. Đảng Cộng sản Liên Xô giữ quyền quyết định những gì liên quan đến Chủ nghĩa Cộng sản. Hiến pháp Liên Xô cũng quy định rõ hình thức và nội dung của các biểu tượng quốc gia, bao gồm quốc huy, quốc kỳ và quốc ca.

## Đánh giá
Theo tuyên truyền tư tưởng của Liên Xô, hệ thống chính trị Liên Xô là nền dân chủ thực sự, và quốc hội của công nhân, được gọi là "Xô viết", đại diện cho ý chí của giai cấp công nhân. Đặc biệt là Hiến pháp 1936 của Liên Xô, đảm bảo các cuộc bỏ phiếu bí mật phổ thông đầu phiếu.

## Hiến pháp 1924
Hiến pháp 1924 được Đại hội Xô viết Liên Xô khóa II thông qua ngày 31/1/1924, trước đó đã được Ủy ban Chấp hành Trung ương Liên Xô chấp thuận ngày 6/7/1923 và có hiệu lực từ ngày chấp thuận.
Hiến pháp 1924 ban đầu gồm 11 chương và 72 điều. Hiến pháp được sửa đổi các lần sau đây:
- Sửa đổi ngày 20 tháng 5 năm 1925
- Sửa đổi ngày 26 tháng 4 năm 1927
- Sửa đổi ngày 5 tháng 12 năm 1929
- Sửa đổi ngày 17 tháng 3 năm 1931
- Sửa đổi ngày 5 tháng 2 năm 1935

## Hiến pháp 1936
Hiến pháp 1936 được Đại hội Xô viết Liên Xô khóa VIII thông qua ngày 5/12/1936 và có hiệu lực từ ngày thông qua. Hiến pháp còn được gọi Hiến pháp Stalin (tiếng Nga: Сталинская конституция) hoặc Hiến pháp chủ nghĩa xã hội thắng lợi (tiếng Nga: Конституция победившего социализма)
Hiến pháp 1936 ban đầu gồm 13 chương và 146 điều. Hiến pháp được sửa đổi các lần sau đây:
- Sửa đổi ngày 15 tháng 1 năm 1938
- Sửa đổi ngày 21 tháng 8 năm 1938
- Sửa đổi ngày 29 tháng 5 năm 1939
- Sửa đổi ngày 31 tháng 5 năm 1939
- Sửa đổi ngày 31 tháng 3 năm 1940
- Sửa đổi ngày 4 tháng 4 năm 1940
- Sửa đổi ngày 7 tháng 8 năm 1940
- Sửa đổi ngày 1 tháng 3 năm 1941
- Sửa đổi ngày 1 tháng 2 năm 1944
- Sửa đổi ngày 25 tháng 2 năm 1947
- Sửa đổi ngày 17 tháng 6 năm 1950
- Sửa đổi ngày 15 tháng 3 năm 1953
- Sửa đổi ngày 8 tháng 8 năm 1953
- Sửa đổi ngày 26 tháng 4 năm 1954
- Sửa đổi ngày 7 tháng 2 năm 1955
- Sửa đổi ngày 28 tháng 12 năm 1955
- Sửa đổi ngày 14 tháng 7 năm 1956
- Sửa đổi ngày 16 tháng 7 năm 1956
- Sửa đổi ngày 11 tháng 2 năm 1957
- Sửa đổi ngày 12 tháng 2 năm 1957
- Sửa đổi ngày 10 tháng 5 năm 1957
- Sửa đổi ngày 20 tháng 12 năm 1957
- Sửa đổi ngày 25 tháng 12 năm 1958
- Sửa đổi ngày 7 tháng 5 năm 1960
- Sửa đổi ngày 22 tháng 12 năm 1960
- Sửa đổi ngày 8 tháng 12 năm 1961
- Sửa đổi ngày 24 tháng 4 năm 1962
- Sửa đổi ngày 13 tháng 12 năm 1962
- Sửa đổi ngày 19 tháng 12 năm 1963
- Sửa đổi ngày 11 tháng 12 năm 1964
- Sửa đổi ngày 2 tháng 10 năm 1965
- Sửa đổi ngày 9 tháng 12 năm 1965
- Sửa đổi ngày 3 tháng 8 năm 1966
- Sửa đổi ngày 12 tháng 10 năm 1967
- Sửa đổi ngày 26 tháng 6 năm 1968
- Sửa đổi ngày 13 tháng 12 năm 1968
- Sửa đổi ngày 11 tháng 7 năm 1969
- Sửa đổi ngày 19 tháng 12 năm 1969
- Sửa đổi ngày 15 tháng 7 năm 1970
- Sửa đổi ngày 10 tháng 12 năm 1970
- Sửa đổi ngày 20 tháng 9 năm 1972
- Sửa đổi ngày 14 tháng 12 năm 1973
- Sửa đổi ngày 26 tháng 7 năm 1974
- Sửa đổi ngày 9 tháng 7 năm 1975
- Sửa đổi ngày 29 tháng 10 năm 1976

## Hiến pháp 1977
Hiến pháp 1977 được Xô viết Tối cao Liên Xô thông qua ngày 7/10/1977 tại phiên họp thứ bảy bất thường. Trước đó tháng 8/1964, Ủy ban Hiến pháp hoàn thành việc xây dựng dự thảo Hiến pháp Liên Xô gồm 8 phần 28 chương và 276 điều, do nhiều điều không phù hợp với nguyên tắc Xã hội chủ nghĩa nên dự thảo bị sửa đổi nhiều lần và không được phê chuẩn.
Hiến pháp 1977 gồm 9 phần 21 chương và 174 điều. Hiến pháp được sửa đổi các lần sau đây:
- Sửa đổi ngày 24 tháng 6 năm 1981
- Sửa đổi ngày 1 tháng 12 năm 1988
- Sửa đổi ngày 20 tháng 12 năm 1989
- Sửa đổi ngày 23 tháng 12 năm 1989
- Sửa đổi ngày 14 tháng 3 năm 1990
- Sửa đổi ngày 26 tháng 12 năm 1990

Hiến pháp có hiệu lực đến ngày 12/12/1991 khi thỏa thuận thành lập SNG được Xô viết Tối cao Nga Xô phê chuẩn, việc này dẫn đến Nga Xô tách khỏi Liên Xô. Ảnh hưởng đến toàn bộ Hiến pháp Liên Xô nên việc này khiến Hiến pháp Liên Xô bị mất hiệu lực.